# تیم ملی والیبال مردان اسلوونی
تیم ملی والیبال مردان اسلوونی (انگلیسی: Slovenia men's national volleyball team) تیم ملی والیبال اسلوونی است که توسط فدراسیون والیبال اسلوونی اداره و به رقابت در رویدادهای مهم والیبال بین‌المللی راهی می‌شود.